# Polêmica sobre a nomenclatura do Golfo do México

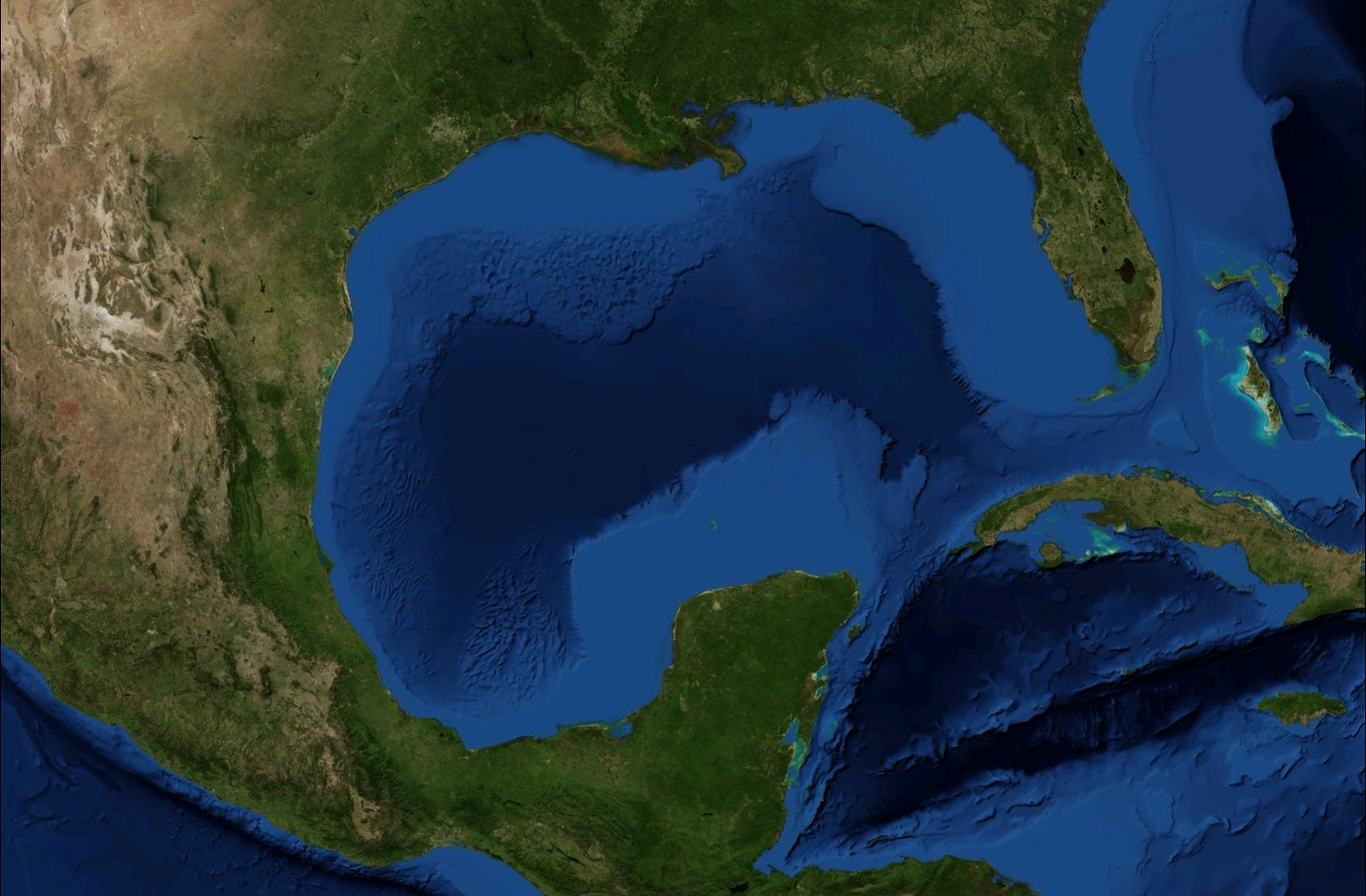
Imagem de satélite do golfo.

A Controvérsia sobre a nomeação do Golfo do México é uma disputa de nomes geográficos [en] nos Estados Unidos. Ela surgiu a partir da Ordem Executiva 14172 [en], que determina que as agências federais dos EUA [en] se refiram ao Golfo do México como "Golfo da América", assinada pelo presidente dos EUA Donald Trump em 20 de janeiro de 2025. Como uma ordem executiva, apenas o poder executivo dos EUA é obrigado a usar essa nomenclatura, embora grandes plataformas de mapas online e algumas mídias baseadas nos EUA tenham adotado a mudança voluntariamente. Pesquisas realizadas em fevereiro de 2025 mostram que a maioria dos americanos se opõe à renomeação do Golfo do México.
O nome "Golfo do México" está em uso desde a década de 1550, derivado de Mexica, o termo Nahuatl para os Astecas. O nome logo se tornou reconhecido internacionalmente e usado por organismos como a Organização Hidrográfica Internacional.

## Contexto

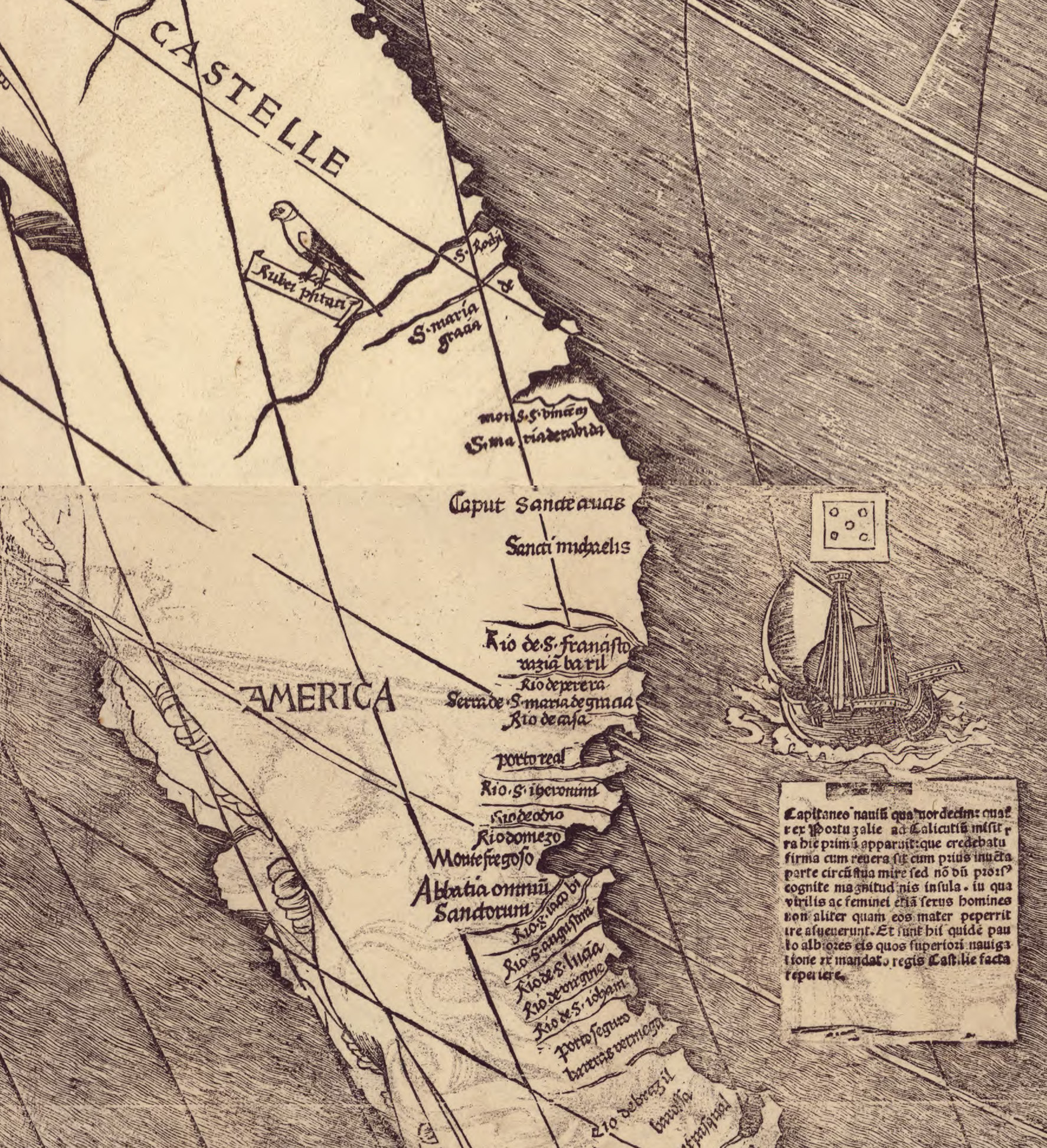
Detalhe do Universalis Cosmographia (1507) de Martin Waldseemüller, mostrando o nome "América", referindo-se especificamente ao que hoje é conhecido como América do Sul. Mais tarde, em 1538, Gerardo Mercator expandiu o uso do termo América para designar todo o continente.

Américo Vespúcio, junto com outros exploradores, é creditado pela primeira exploração europeia do Golfo do México e do Canal de Yucatán, entre 1497 e 1498. Ele navegou pelo Estreito da Flórida e continuou para o norte até a Baía de Chesapeake antes de retornar à Espanha. No entanto, há disputas sobre se essa viagem realmente ocorreu.
Por séculos, o Golfo do México foi reconhecido por esse nome — derivado do termo Mexica (o nome Nahuatl para os Astecas). Ele começou a ser usado em mapas europeus iniciais em 1550, e o nome logo se estabeleceu na cartografia internacional e no uso legal por organismos como a Organização Hidrográfica Internacional.
O Serviço Geológico dos Estados Unidos (USGS) recebeu uma proposta para renomear o Golfo do México como Golfo da América em 2006, e o Conselho de Nomes Geográficos [en] (BGN) decidiu por unanimidade não aprová-la. A renomeação das águas foi a premissa humorística de um segmento de 2010 do comediante americano Stephen Colbert, que propôs a criação de um "fundo do Golfo da América" para pagar a limpeza necessária após o vazamento de óleo da Deepwater Horizon, afirmando: "Não acho que podemos chamá-lo de Golfo do México mais. Nós o quebramos, nós o compramos [en]."
Steve Holland [en], um democrata da representante estadual do Mississippi, apresentou em 2012, de forma satírica, um projeto de lei propondo a mudança de nome. Em uma entrevista de rádio na época, ele explicou que o Partido Republicano do Mississippi parecia dedicado a expulsar qualquer coisa mexicana do estado, então renomear o Golfo ajudaria nessa causa. "Essa nova maioria vai contra muitos dos princípios do cristianismo do Novo Testamento nos quais baseei 29 anos de legislação," disse Holland à NPR. "Eles querem expulsar imigrantes do estado, querem testar beneficiários do Medicaid para drogas, querem se livrar de qualquer coisa que não seja 'América'. Então, pensei que seria apropriado apresentar um projeto de lei para mudar o nome do Golfo do México para Golfo da América. Isso se encaixa perfeitamente no que parece ser o pensamento majoritário agora."
O projeto de lei foi apresentado à Câmara dos Representantes dos EUA em 9 de janeiro de 2025. Em uma pesquisa realizada entre 15 e 16 de janeiro com eleitores americanos registrados, 72% se opuseram à renomeação, enquanto 28% a apoiaram. Em 8 de maio, a Câmara aprovou o projeto por margem estreita, mas não está claro se o Senado tomará alguma ação.
Em 20 de janeiro de 2025, o presidente Trump assinou a Ordem Executiva 14172, que instrui o secretário do Interior a adotar o nome Golfo da América, especificando uma área da plataforma continental dos EUA "que se estende até a fronteira marítima com México e Cuba". O Departamento do Interior dos EUA confirmou que as agências federais dos EUA usarão o nome Golfo da América a partir de 24 de janeiro. Como uma ordem executiva, isso não obriga o uso do novo nome por agências não federais, empresas privadas ou entidades estrangeiras. Trump declarou 9 de fevereiro de 2025 como o "Dia do Golfo da América".

## Reações à declaração

### Nos Estados Unidos

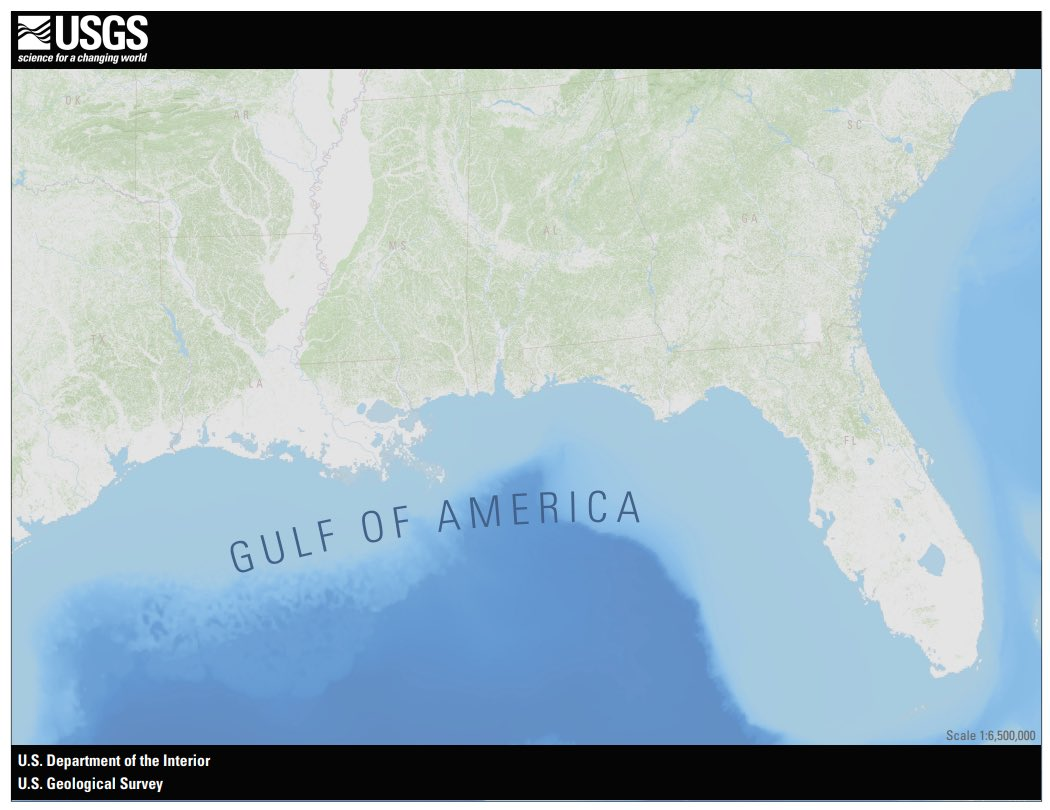
Mapa do Serviço Geológico dos Estados Unidos, fevereiro de 2025.

As reações entre figuras políticas e agências dos EUA foram mistas. Os defensores da renomeação argumentam que ela reforça uma agenda "América Primeiro [en]" e reflete uma ênfase renovada no patrimônio nacional. Vários oficiais estaduais da Costa do Golfo dos EUA apoiaram, em alguns momentos, a mudança em documentos oficiais.
Uma pesquisa de fevereiro de 2025 da Universidade Marquette constatou que, entre 1.018 entrevistados em todo o país, 71% se opuseram à renomeação para Golfo da América e 29% apoiaram a mudança de nome. Em uma pesquisa de fevereiro de 2025 com 871 eleitores registrados na Flórida, conduzida pela Universidade do Norte da Flórida, 58% dos entrevistados se opuseram à renomeação do Golfo do México para Golfo da América, 31% apoiaram, 10% disseram estar incertos e 1% se recusou a responder.
Desde 10 de fevereiro de 2025, Google Maps e Google Earth variam o nome exibido para o Golfo com base nas configurações de localização do dispositivo. Apple Maps e Bing Maps também alteraram seus rótulos para o Golfo. MapQuest [en] recusou-se a alterar o nome, brincando que perdeu a capacidade de atualizar suas informações quando pertencia à AOL na década de 2000. Eles também disseram que seguem as convenções de nomenclatura do Geographic Names Information System (GNIS). Desde 18 de fevereiro de 2025, o GNIS exibe o nome do golfo como "Golfo da América".
Vários órgãos e meios de comunicação reagiram à ação federal, com a maioria afirmando que o uso comum para o golfo prevalecerá. Entre os principais meios de comunicação, Axios [en] e Fox News adotaram a mudança, com USA Today usando ambos os nomes em conjunto. Em 11 de fevereiro, a Casa Branca optou por não convidar um repórter da Associated Press (AP) para um evento no Salão Oval devido à decisão da AP de continuar usando "Golfo do México", o que a editora executiva da AP, Julie Pace [en], condenou como uma violação de seus direitos da Primeira Emenda.
A porta-voz da Casa Branca, Karoline Leavitt, defendeu a decisão da Casa Branca, dizendo:
Se sentirmos que há mentiras sendo promovidas por meios de comunicação nesta sala, vamos responsabilizar essas mentiras... E é um fato que o corpo d'água na costa da Louisiana é chamado de Golfo da América, e não sei por que os meios de comunicação não querem chamá-lo assim, mas é isso que é.
Em 14 de fevereiro, o vice-chefe de gabinete da Casa Branca, Taylor Budowich [en], anunciou que jornalistas da Associated Press foram banidos indefinidamente do Salão Oval e do Força Aérea Um devido à sua decisão de continuar usando "Golfo do México", com Budowich acusando a Associated Press de "compromisso com desinformação" e "jornalismo irresponsável e desonesto". A Associação de Correspondentes da Casa Branca respondeu que a Casa Branca "admitiu publicamente que está restringindo o acesso a eventos para punir um meio de comunicação por não promover a linguagem preferida do governo", e argumentou que isso violava a "ordem executiva de Trump sobre liberdade de expressão e fim da censura federal". Em 18 de fevereiro, Trump disse que a Associated Press continuaria banida "até que eles concordem que é o Golfo da América". Em 8 de abril, um juiz federal emitiu uma liminar preliminar, que entrou em vigor em 13 de abril, exigindo que a Casa Branca restabelecesse o acesso da Associated Press.
Em 16 de junho, a Trump Organization anunciou o lançamento de uma empresa de telecomunicações chamada Trump Mobile [en]. No mesmo dia, a empresa removeu seu mapa de cobertura celular "após usuários atentos notarem" que o Golfo do México foi mostrado com esse nome em vez do nome preferido de Trump.

### Resposta internacional
A presidente do México, Claudia Sheinbaum, respondeu sarcasticamente ao presidente Trump, propondo renomear a América do Norte:
Obviamente, o Golfo do México é reconhecido pelas Nações Unidas... mas por que não chamamos [a América do Norte] de "América Mexicana"? Vamos chamá-la de América Mexicana... É bonito, não é? Não é verdade?
Após o Google Maps revisar o nome exibido do Golfo, Sheinbaum processou o Google, reiterando que a soberania dos Estados Unidos é limitada a 12 milhas náuticas da costa.
O Reino Unido recusou-se a reconhecer qualquer nome diferente para o Golfo do México, com base no uso comum no mundo anglófono.